# Ферачова (потік)
Ферачова (словац. Feračová) — річка в Словаччині, права притока Груштінки, протікає в окрузі Наместово.
Довжина приблизно 3.6-3.8 км. Витік знаходиться в масиві Оравська Магура (геоморфологічна підодиниця Парач; схил гори Бзінська-Голя) — на висоті близько 1160 метрів. Протікає територією села Груштін.
Впадає в Груштінку на висоті приблизно 805—810 метрів.